# Crotram
Crotram je chorvatské konsorcium vyrábějící tramvaje.
Konsorcium tvoří záhřebské společnosti Končar a Gredelj, zpočátku byl účastníkem také holding Đuro Đaković ze Slavonského Brodu. Ten však brzy z konsorcia vystoupil, takže jeho podíl na výrobě byl převeden na německé firmy Sames (hydraulika) a Henschel Antriebstechnik (podvozky). V roce 1994 konsorcium představilo prototyp tříčlánkové nízkopodlažní tramvaje TMK 2100 a v letech 1997–2003 dodalo záhřebskému dopravnímu podniku (ZET) 16 tramvajových souprav. V roce 2003 vyhrálo konsorcium soutěž na dodávku 70 pětičlánkových tramvají TMK 2200, které v letech 2005–2007 skutečně dodalo. Dodávka dalších 70 souprav se uskutečnila v letech 2007–2009. O tramvaj se zajímala i další města – Łódź, Bělehrad, Sofia a Helsinki – ale jednání nebyla úspěšná. Vozy jsou nízkopodlažní, 70 % se na výrobě podílejí firmy právě z Chorvatska. Firma kromě toho nabízí i tříčlánkovou verzi TMK 2200-K (TMK 2300), dva kusy dodala záhřebskému ZET.

## Technické údaje (TMK 2200)
- Délka: 32 m
- Pojezd: Bo+Bo+Bo+
- Napájení: 600 Vss
- Trvalý výkon: 390 kW
- Max. rychlost: 70 km/hod
- Rozchod: 1000 mm
- Výška podlahy: 300/350 mm
- Míst k sezení/k stání: 41/161[1]

## Galerie

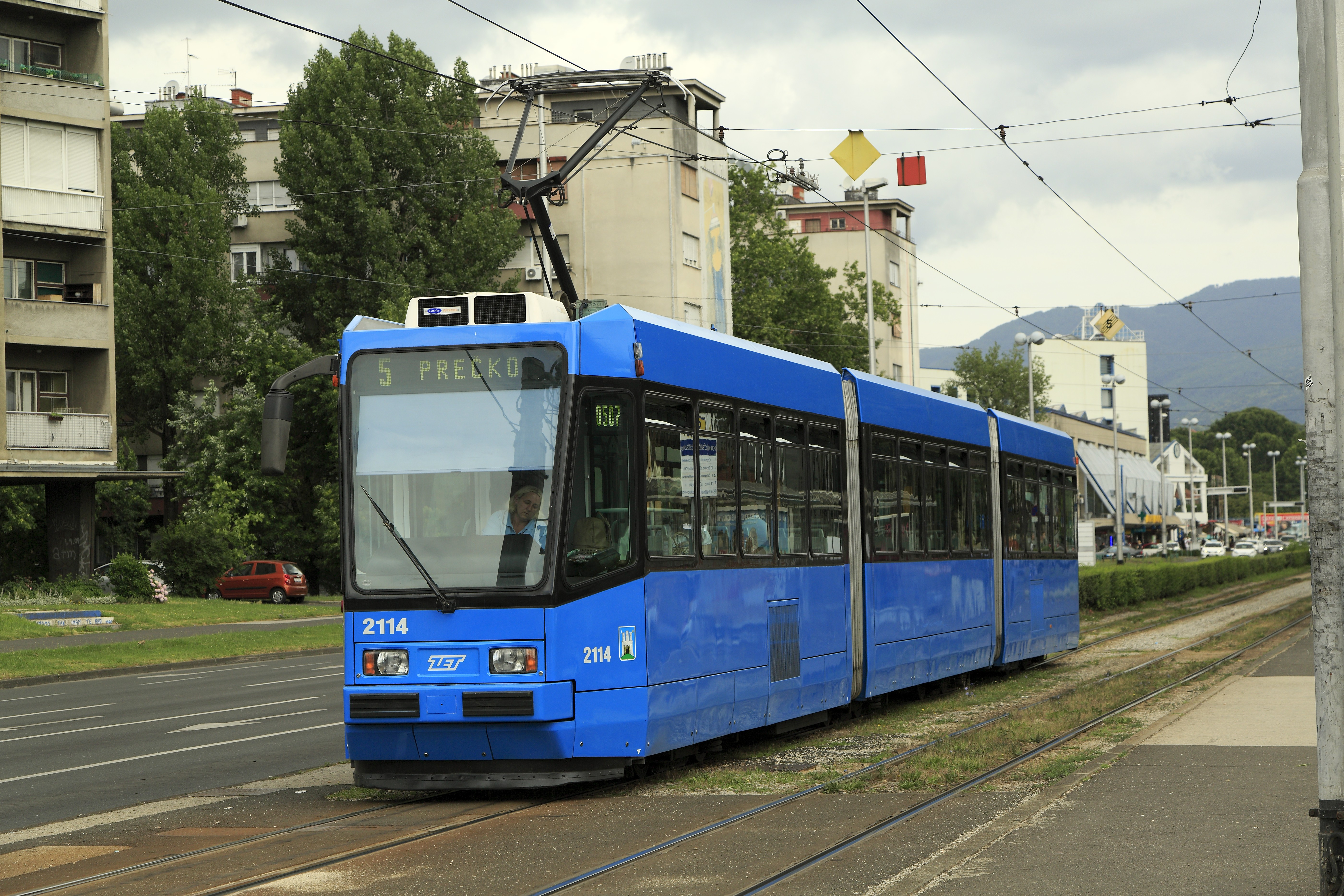
Vůz TMK 2100 v Záhřebu
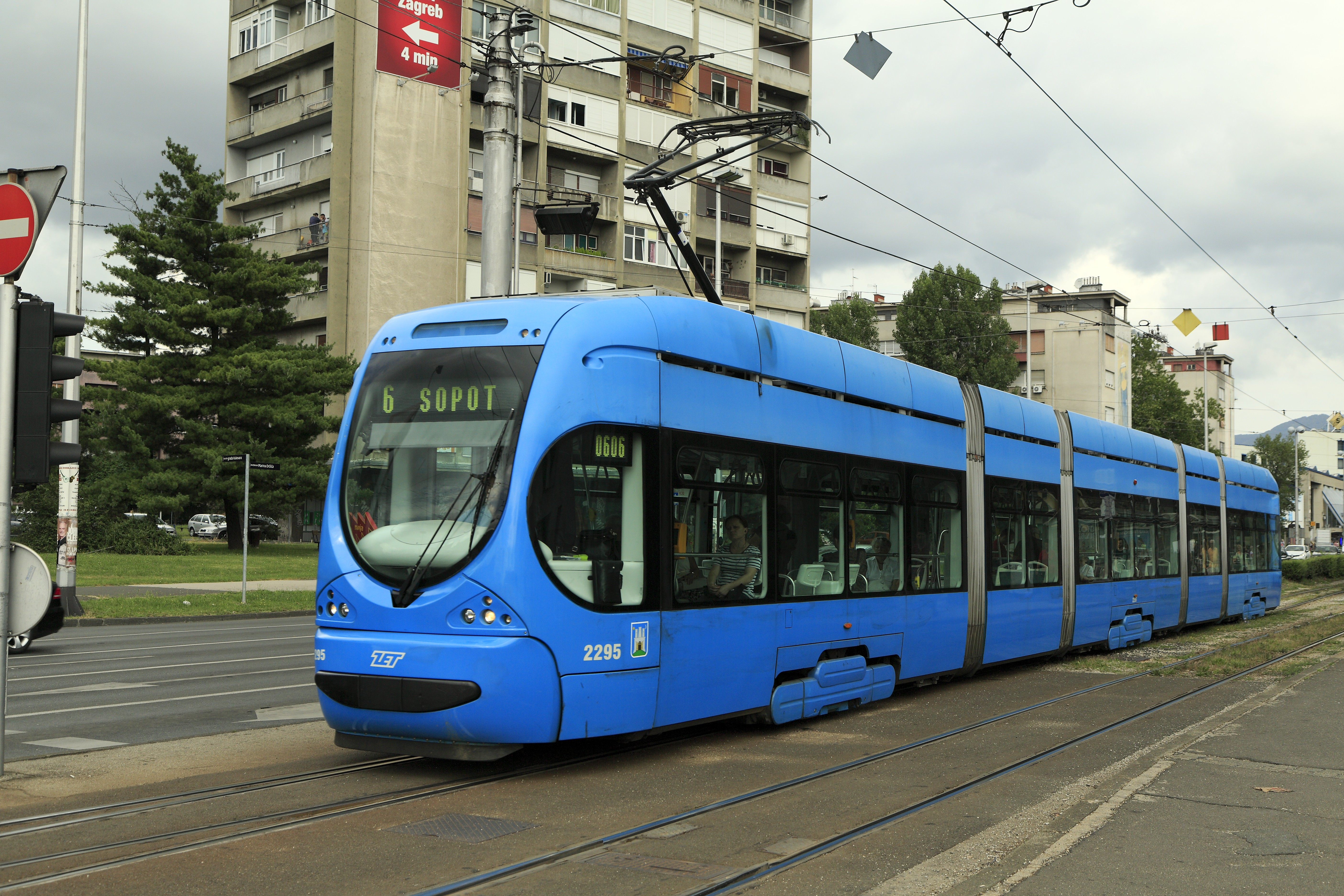
Tramvaj TMK 2200, hlavní produkt konsorcia
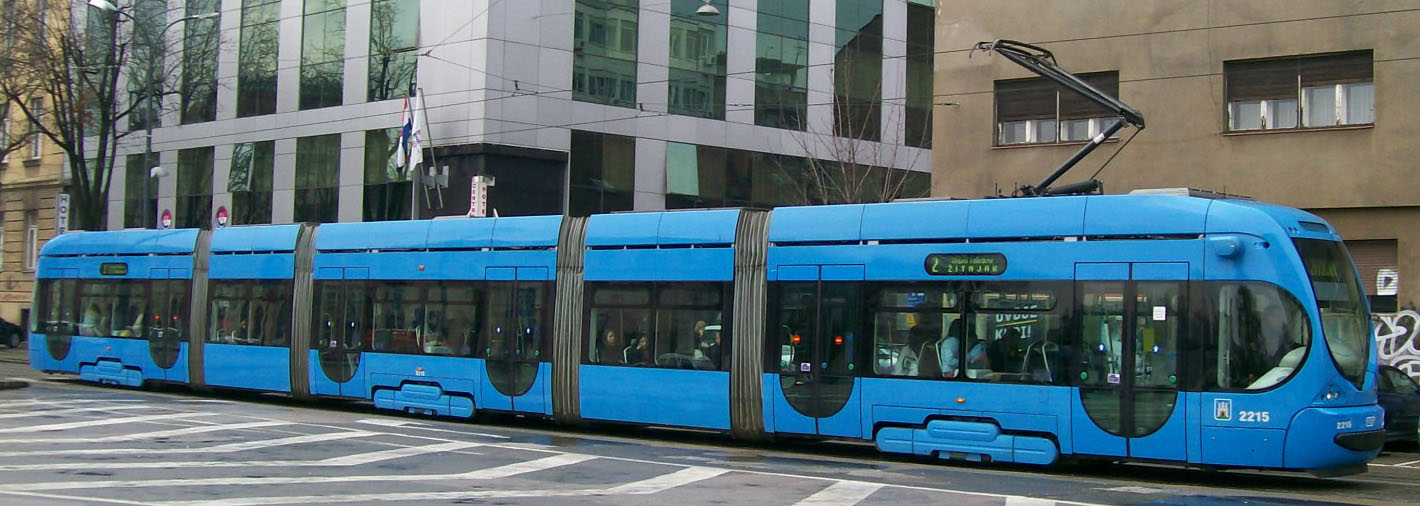
Celkový pohled na vůz TMK 2200 v ulicích Záhřebu
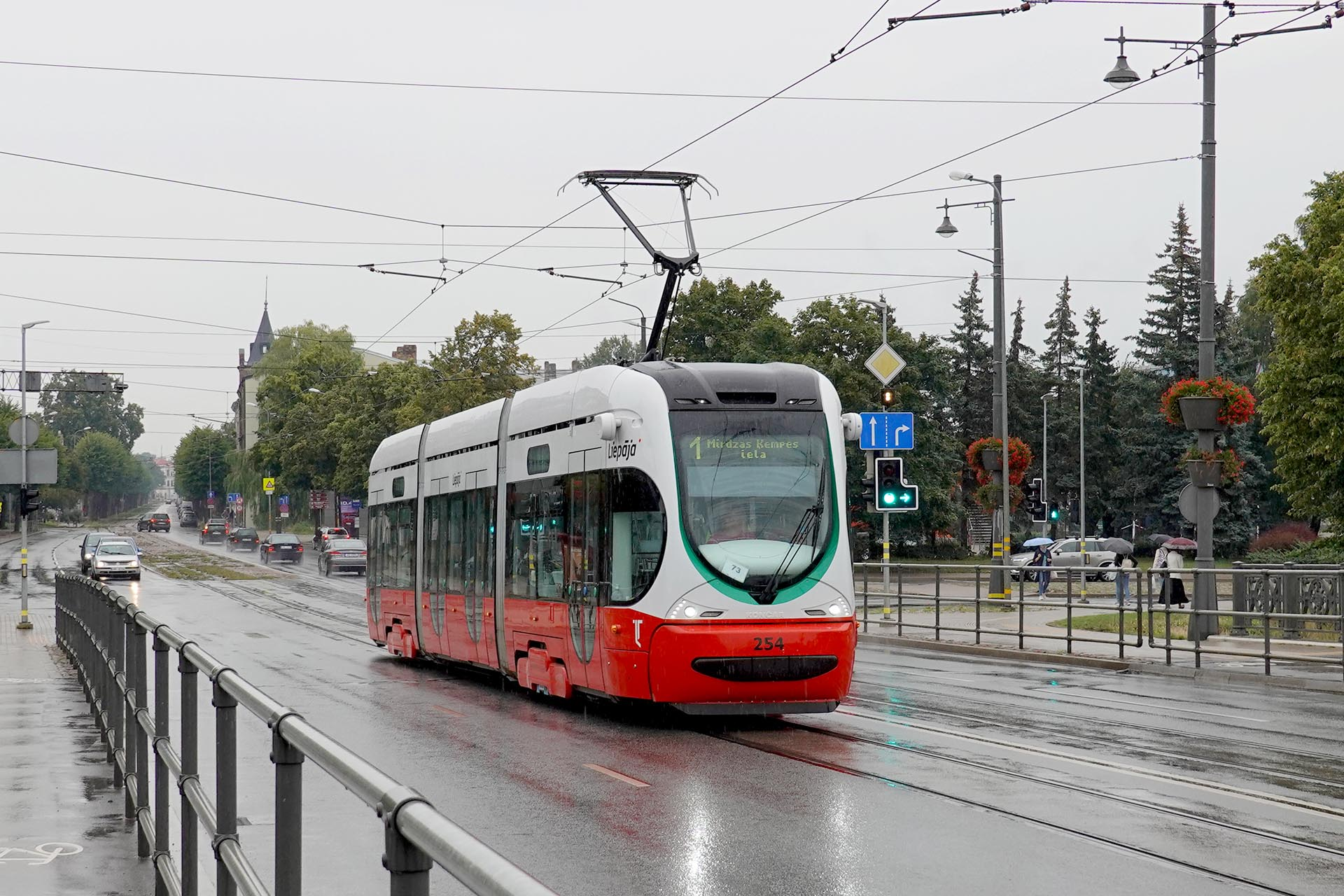
Tříčlánkový model TMK 2300 v lotyšském městě Liepāja